# Cornelia Cichy
Cornelia Cichy, nach Heirat Cornelia Nitzsche (* im 20. Jahrhundert), ist eine ehemalige deutsche Leichtgewichts-Ruderin. Sie gewann eine Bronzemedaille bei Weltmeisterschaften.

## Karriere
Cichy nahm viermal an den Weltmeisterschaften teil, jeweils im Leichtgewichts-Vierer ohne Steuerfrau. Bei den Weltmeisterschaften 1989 in Bled gewannen Karin Zobeley, Cornelia Cichy, Ute Zobeley und Claudia Engels die Bronzemedaille mit sechs Hundertstelsekunden Vorsprung auf das australische Boot. 1990 in Tasmanien wurden Zobeley, Waldi-Engels, Zobeley und Cichy Fünfte. 1992 in Montreal belegte der deutsche Vierer, in dem von der 1989er-Crew nur noch Cichy dabei war, den siebten Platz. 1994 in Indianapolis ruderten Karin Stephan, Anke Holler, Ulrike Dohnke und Cornelia Cichy auf den vierten Platz, zum dritten Platz fehlten ihnen 0,44 Sekunden.
Beim Deutschen Meisterschaftsrudern siegte Cichy 1988, 1989, 1990, 1992 und 1995 jeweils im Leichtgewichts-Vierer ohne Steuerfrau.